# Arzak
Arzak är en socken i Kina. Den ligger i den autonoma regionen Xinjiang, i den nordvästra delen av landet, omkring 1 100 kilometer sydväst om regionhuvudstaden Ürümqi. Antalet invånare är 38 574. Befolkningen består av 18 775 kvinnor och 19 799 män. Barn under 15 år utgör 29,0 %, vuxna 15-64 år 66 %, och äldre över 65 år 4,0 %.
Runt Arzak är det tätbefolkat, med 397 invånare per kvadratkilometer. Det finns inga andra samhällen i närheten. Trakten runt Arzak består till största delen av jordbruksmark.
Genomsnittlig årsnederbörd är 146 millimeter. Den regnigaste månaden är juni, med i genomsnitt 20 mm nederbörd, och den torraste är oktober, med 2 mm nederbörd.